# Giuseppe Zanardelli
Giuseppe Zanardelli (29 tháng 10 năm 1826  –  26 tháng 12 năm 1903) là luật gia, nhân vật chính trị dân tộc chủ nghĩa người Ý. Ông là Thủ tướng của Ý từ 15 tháng 2 năm 1901 đến 3 tháng 11 năm 1903. Ông là một luật gia kiệt xuất và một nhà hùng biện, và Hội trưởng Hội Tam điểm. Zanardelli, đại diện cho giai cấp tư sản đến từ Lombardia, hiện thân của chủ nghĩa tự do cổ điển thế kỷ 19, cam kết mở rộng quyền bầu cử, chống giáo hội, tự do dân sự, tự do thương mại và kinh tế laissez-faire. Trong suốt sự nghiệp chính trị lâu dài của mình, ông là một trong những người nhiệt tình ủng hộ tự do lương tâm và ly hôn.